# 烏樹林車站

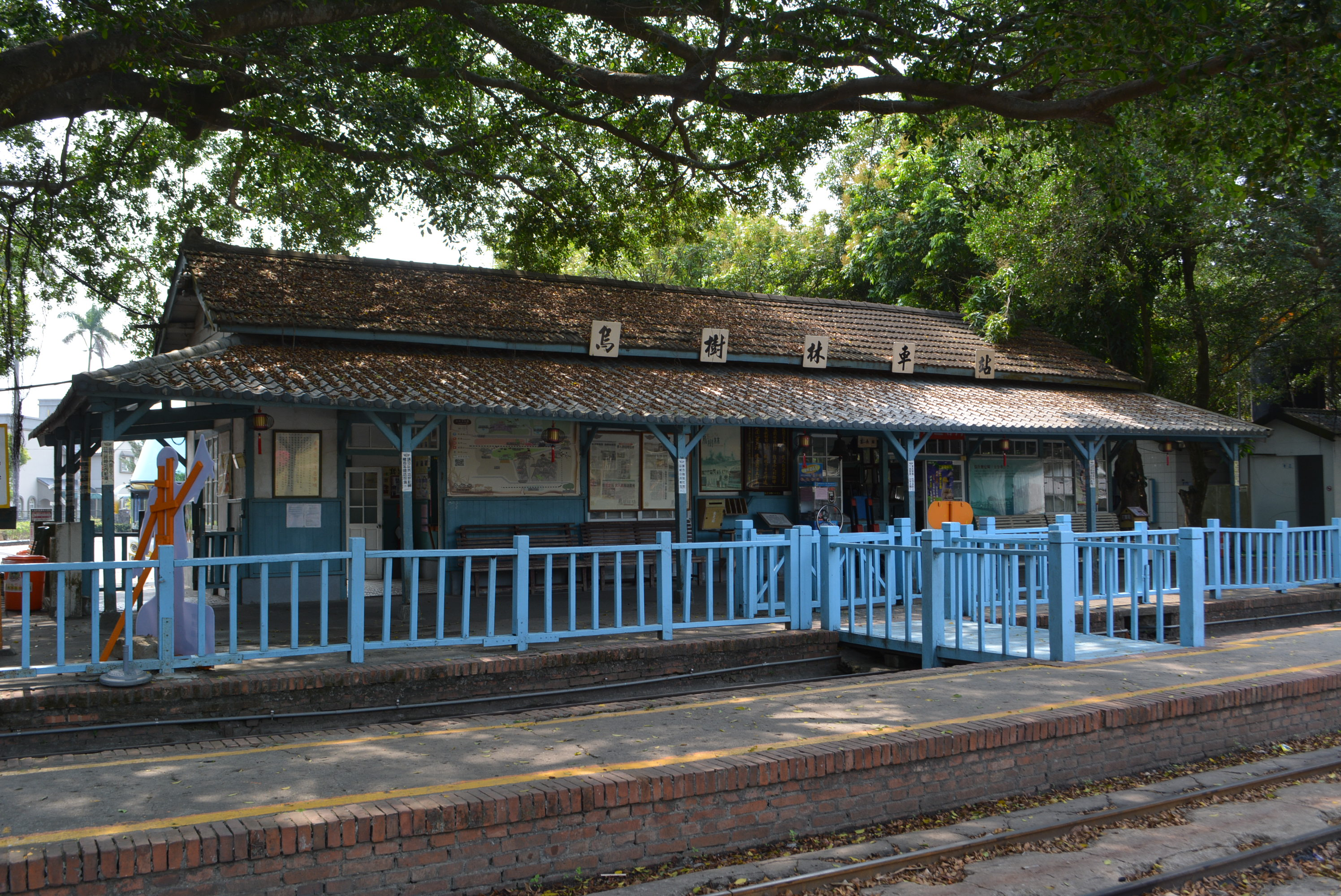
烏樹林車站

烏樹林車站，位於臺灣臺南市後壁區，為臺灣糖業鐵路烏樹林線（已廢止）、白河線（已廢止）、後壁線及新港東線之鐵路車站。

## 車站構造
- 木造車站
- 1座岸式月台、1座島式月台（觀光列車停靠）

## 利用情況
- 1979年停止客運業務，現今轉作觀光用途，行駛觀光觀列車經由新港東線至新頂埤車站折返。並靜態展示台灣糖業鐵路使用車輛。
- 車站內部展示糖鐵文物與糖鐵歷史介紹。
- 車站旁停留數輛報廢的機車，包含日立牌機車、順風牌機車、溪洲牌機車以及德馬牌機車，由於不再使用且方便觀光列車調度，廢車留置軌道已截斷，直接由內埕站的軌道銜接烏樹林站內。

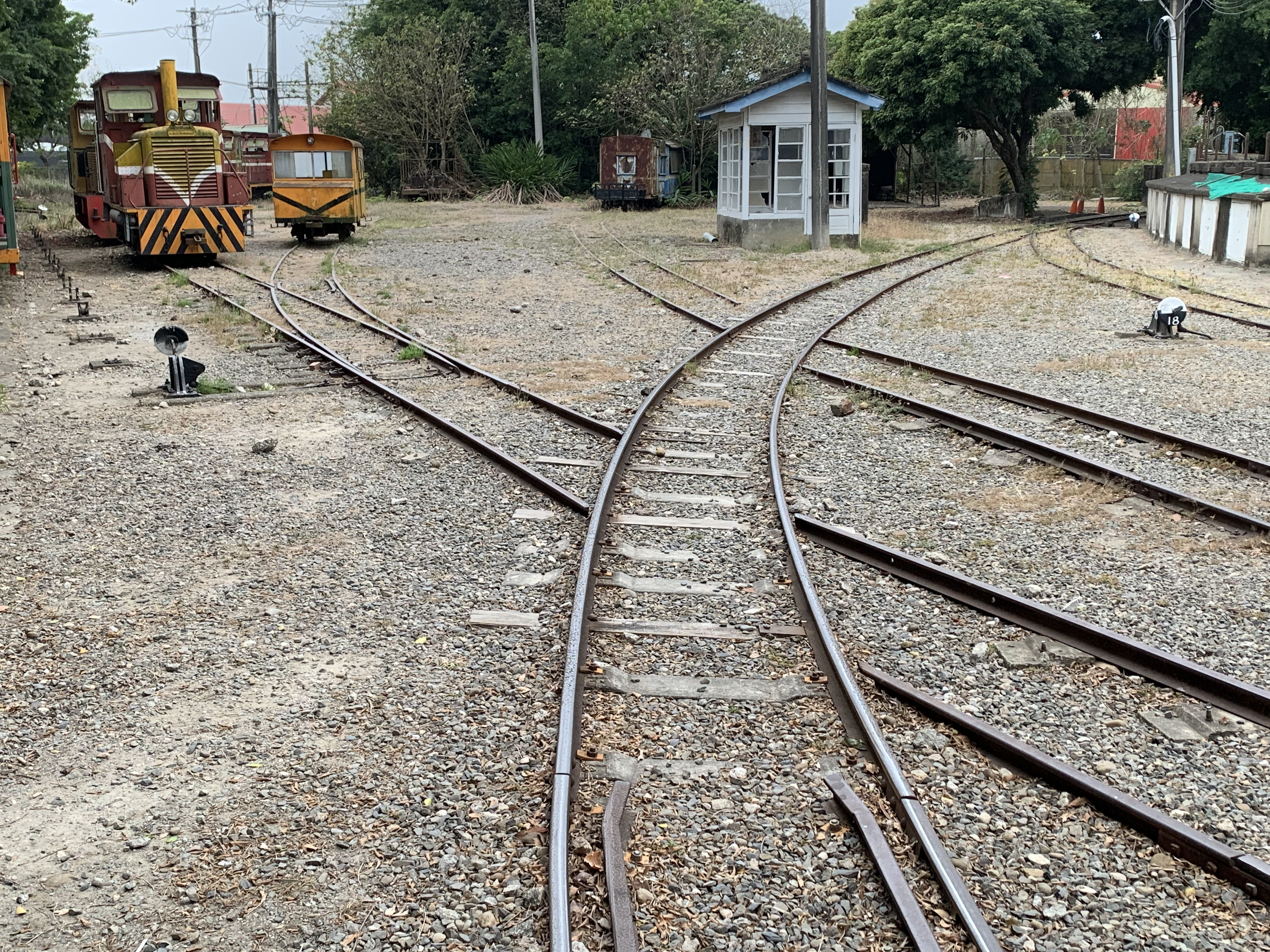
站內軌道已修改，直通內埕站

## 車站週邊
- 烏樹林糖廠
- 烏樹林精農中心
- 台糖烏樹林休閒園區
- 臺南市後壁區樹人國民小學

## 歷史
- 1944年6月16日：始辦番社（今東山）客運線。[1]
- 1946年12月：現今車站竣工。[2]同年白河客運線開辦，遂成為新營、東山、白河三地輻輳。
- 1979年9月：廢止客運業務。
- 1989年：中國電視公司八點檔連續劇《鋤頭博士》曾經借用烏樹林糖廠拍戲。
- 2001年12月29日：舉辦「烏樹林五分車懷舊之旅」，以短程觀光復駛。
- 2003年3月5日：因受同月1日阿里山出軌事故影響，遭檢舉為無照營運，而由台糖總公司下令暫停行駛。
- 2003年6月26日：中華民國交通部正式核准烏樹林、蒜頭、溪湖、橋頭等糖廠客運執照補發。
- 2003年8月4日：復駛至今。
- 2011年11月5日：勝利號和成功號汽油客車復駛。

## 圖片集

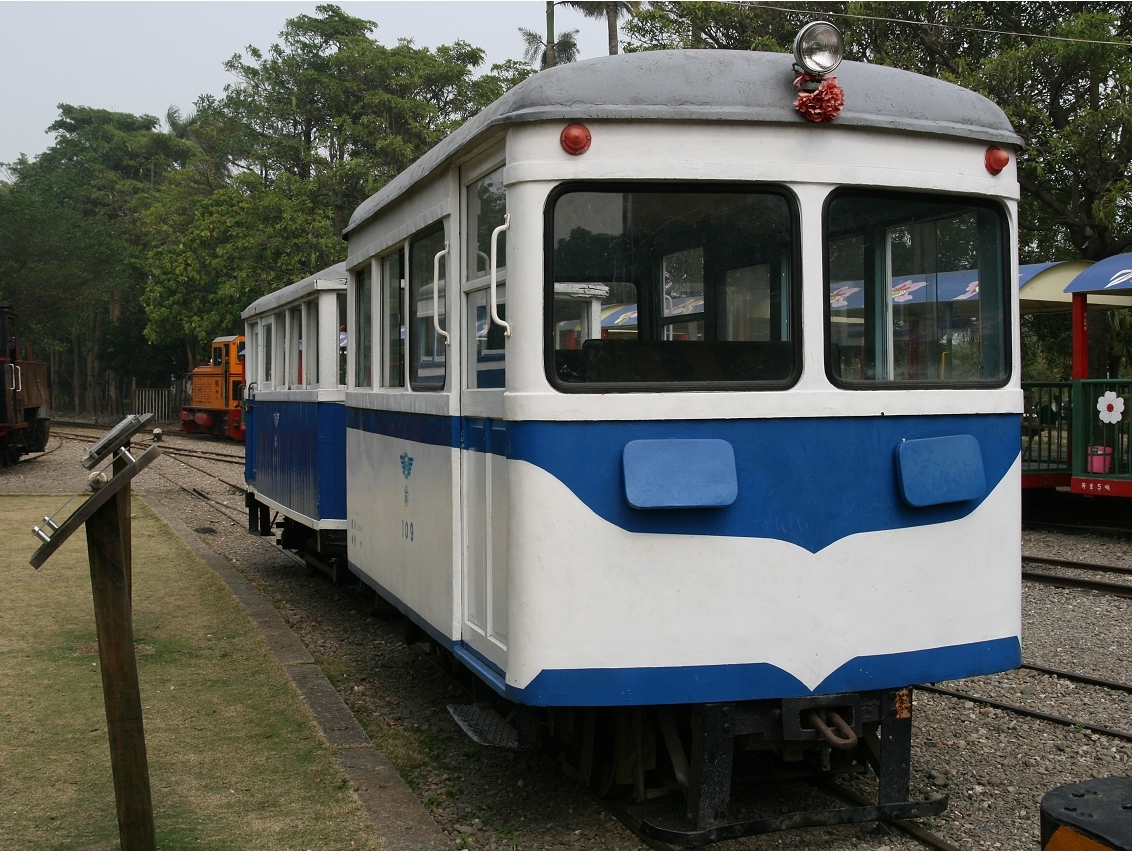
烏樹林車站內的巡道車。
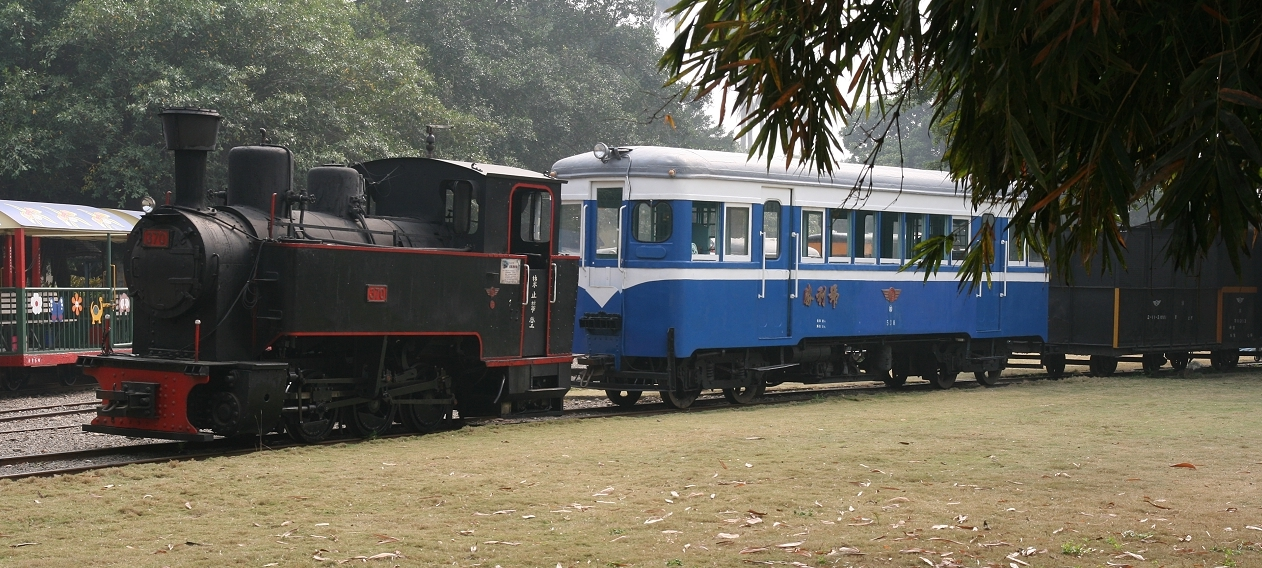
烏樹林車站內的370號蒸氣機車和勝利號汽油客車。
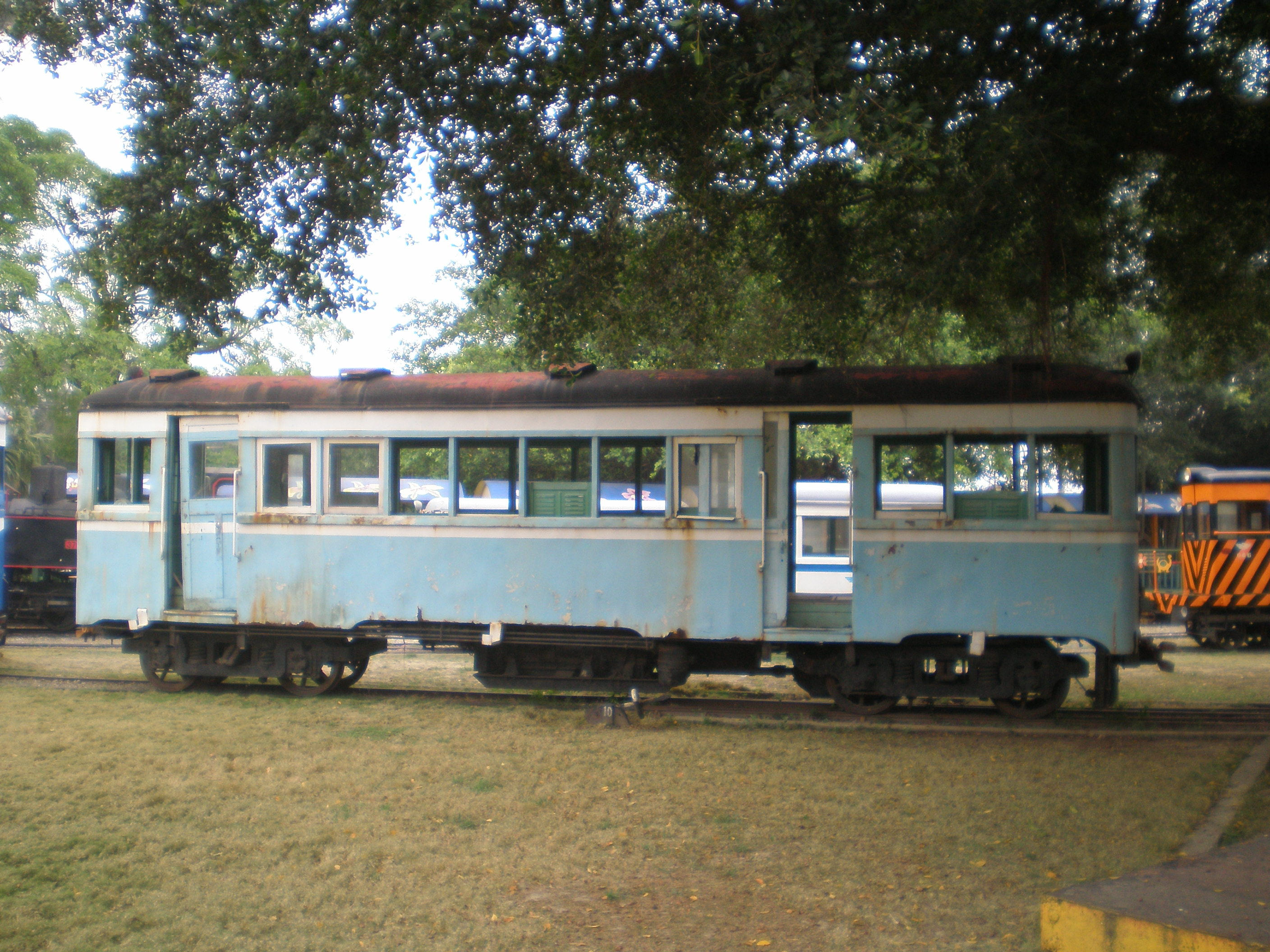
烏樹林車站內整修前的成功號汽油客車。
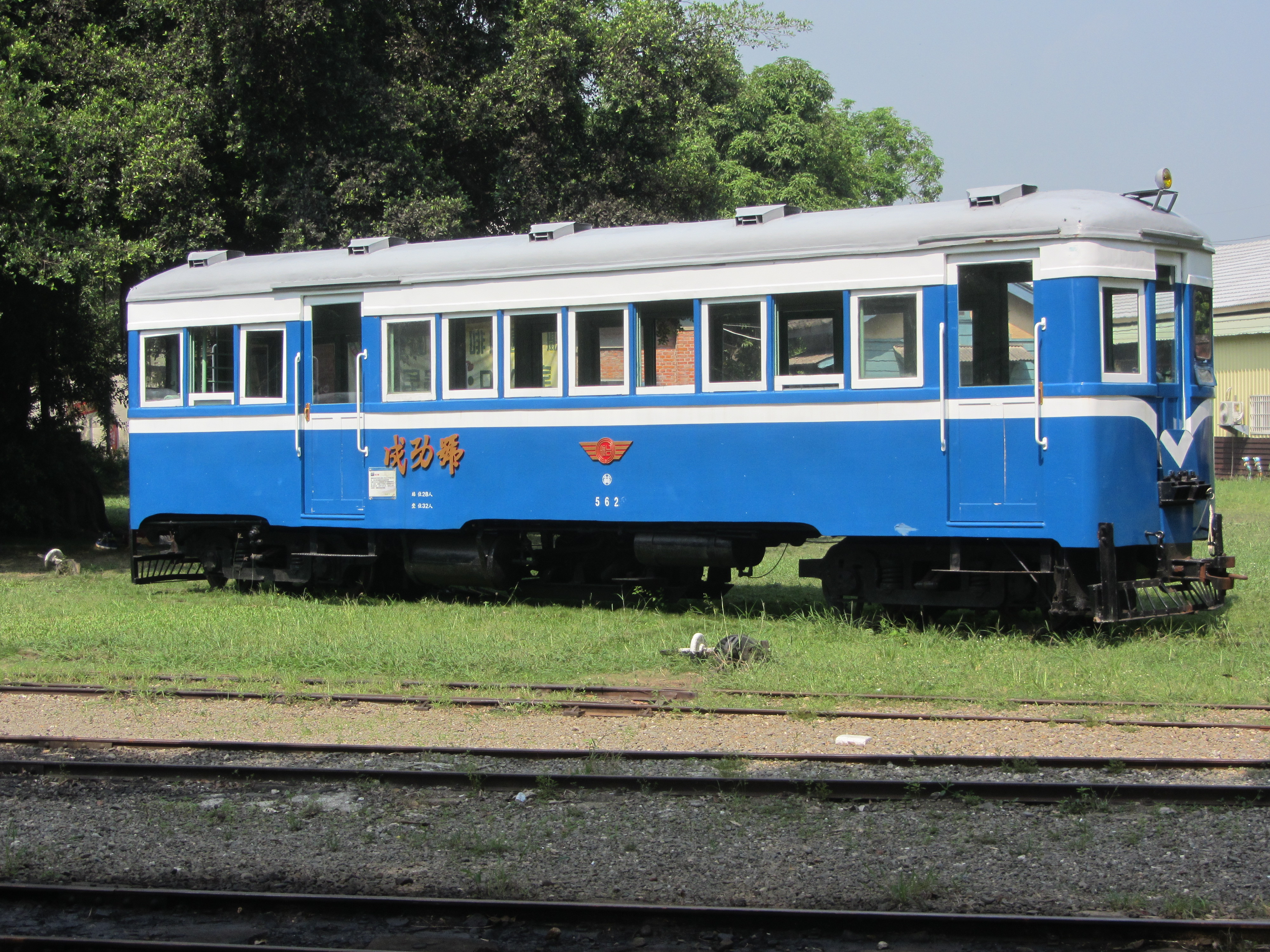
烏樹林車站內整修後的成功號汽油客車。
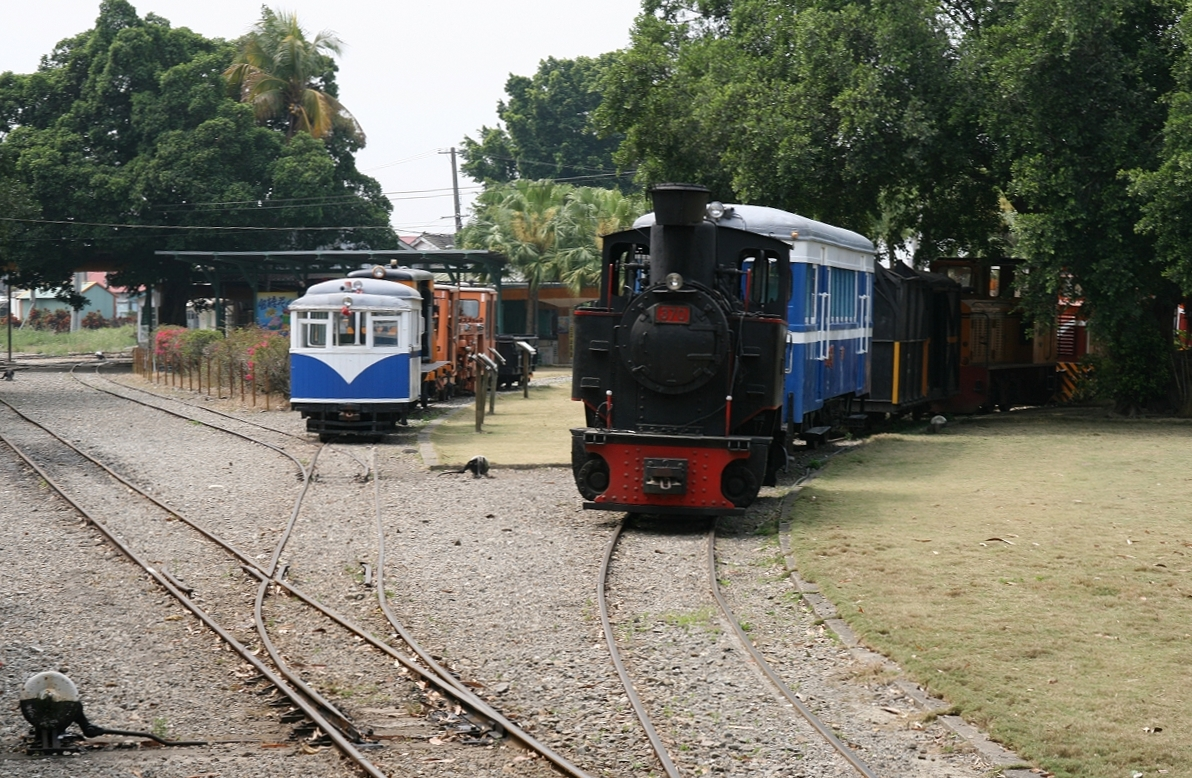
烏樹林車站的車輛靜態展示區。
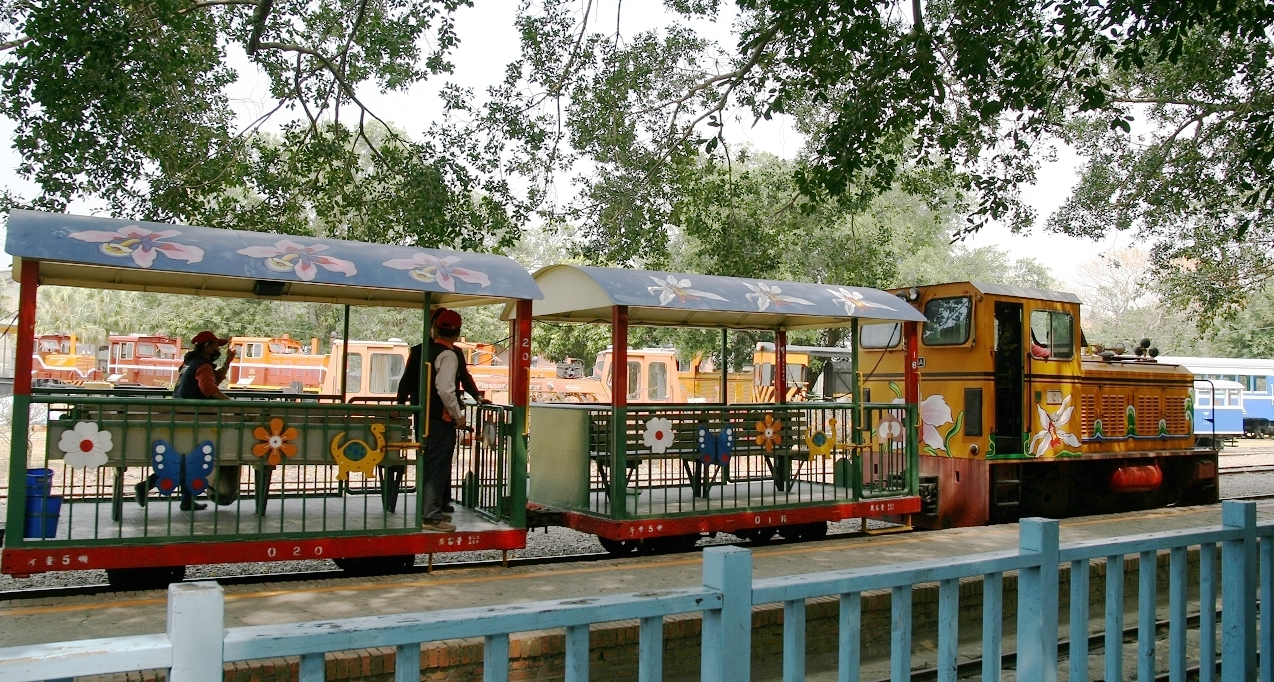
停靠烏樹林車站的觀光列車。
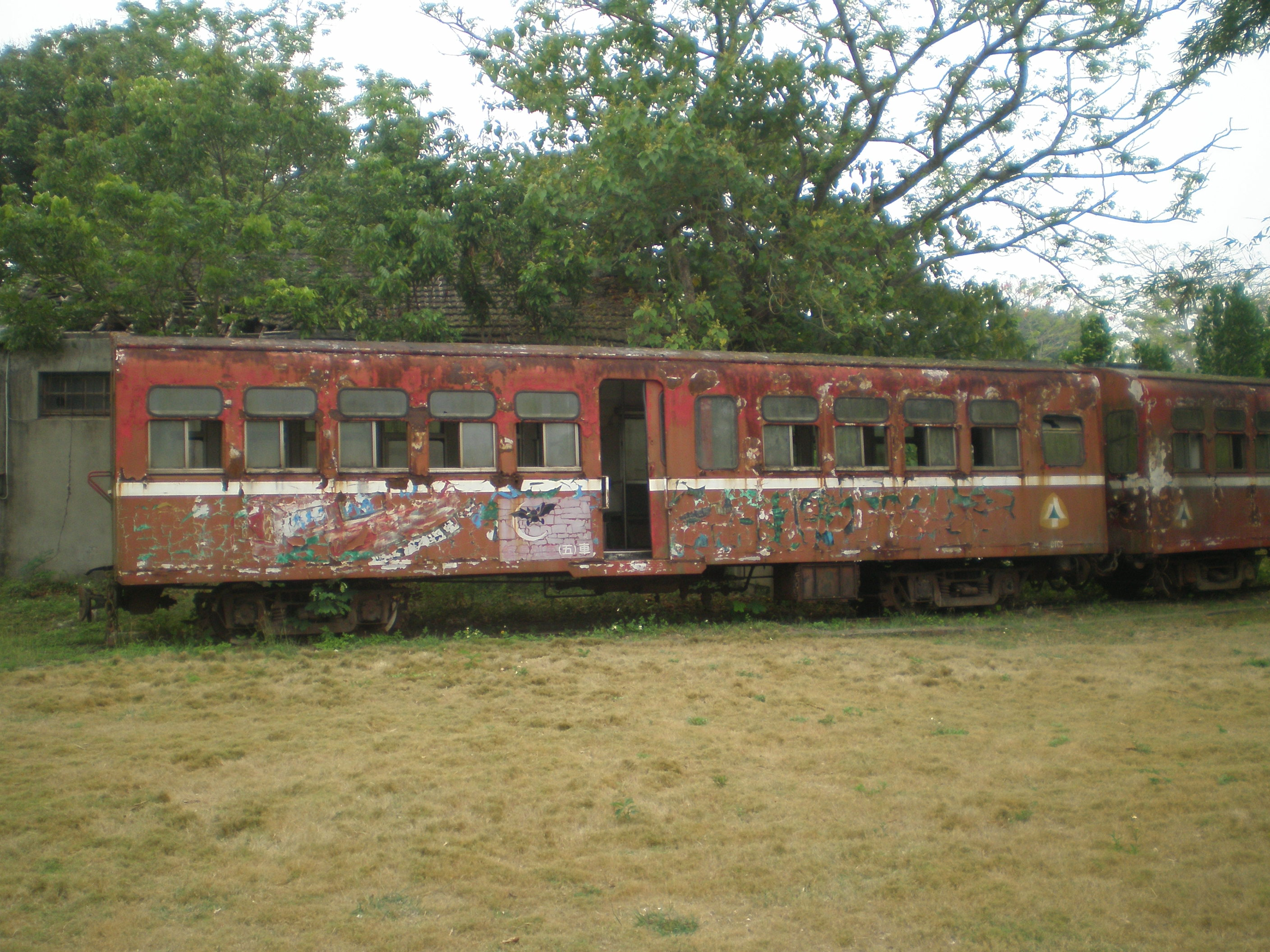
存放於烏樹林車站的阿里山森林鐵路中興號拖車DTC5。
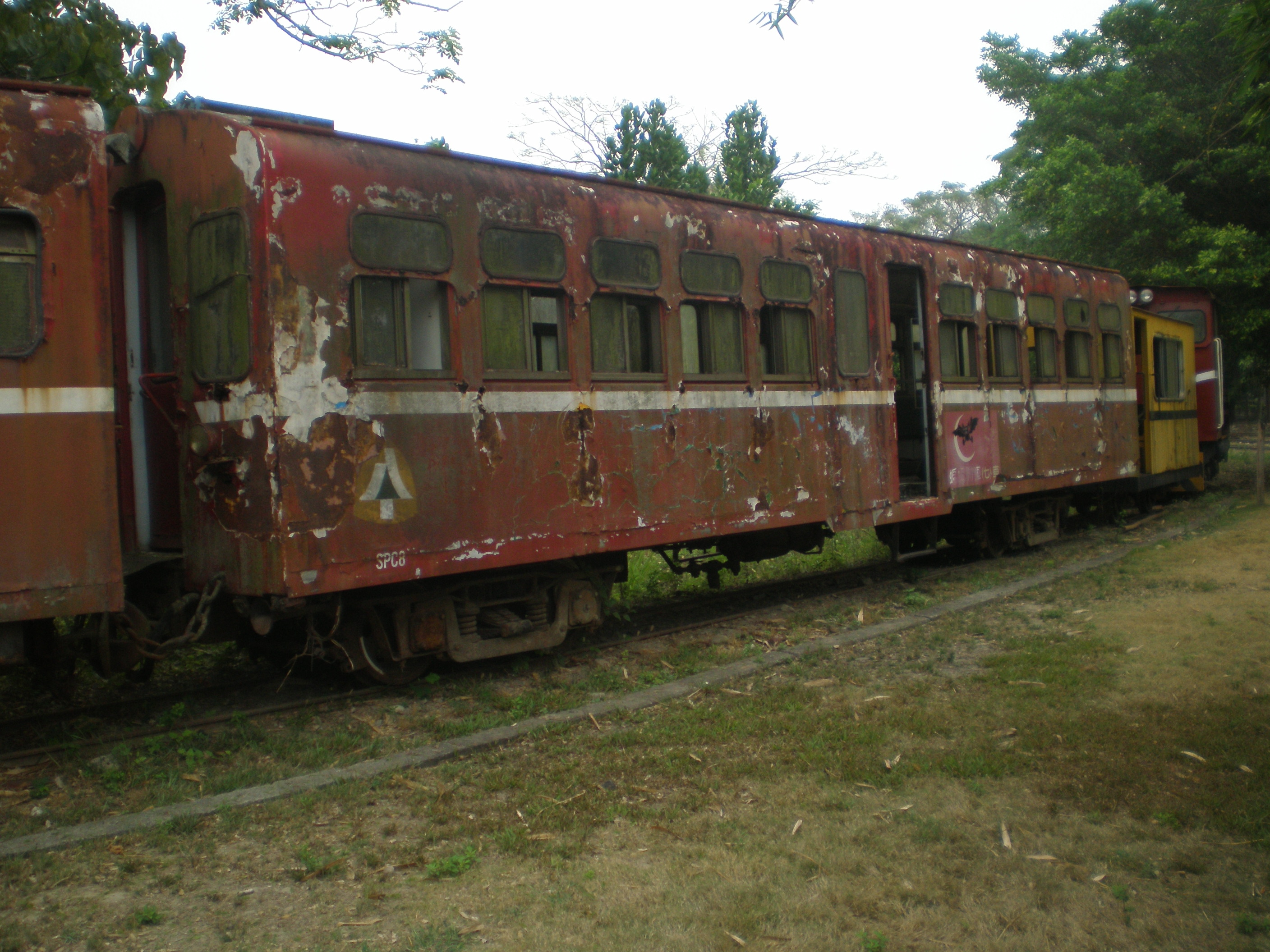
存放於烏樹林車站的阿里山森林鐵路光復號客車SPC8。
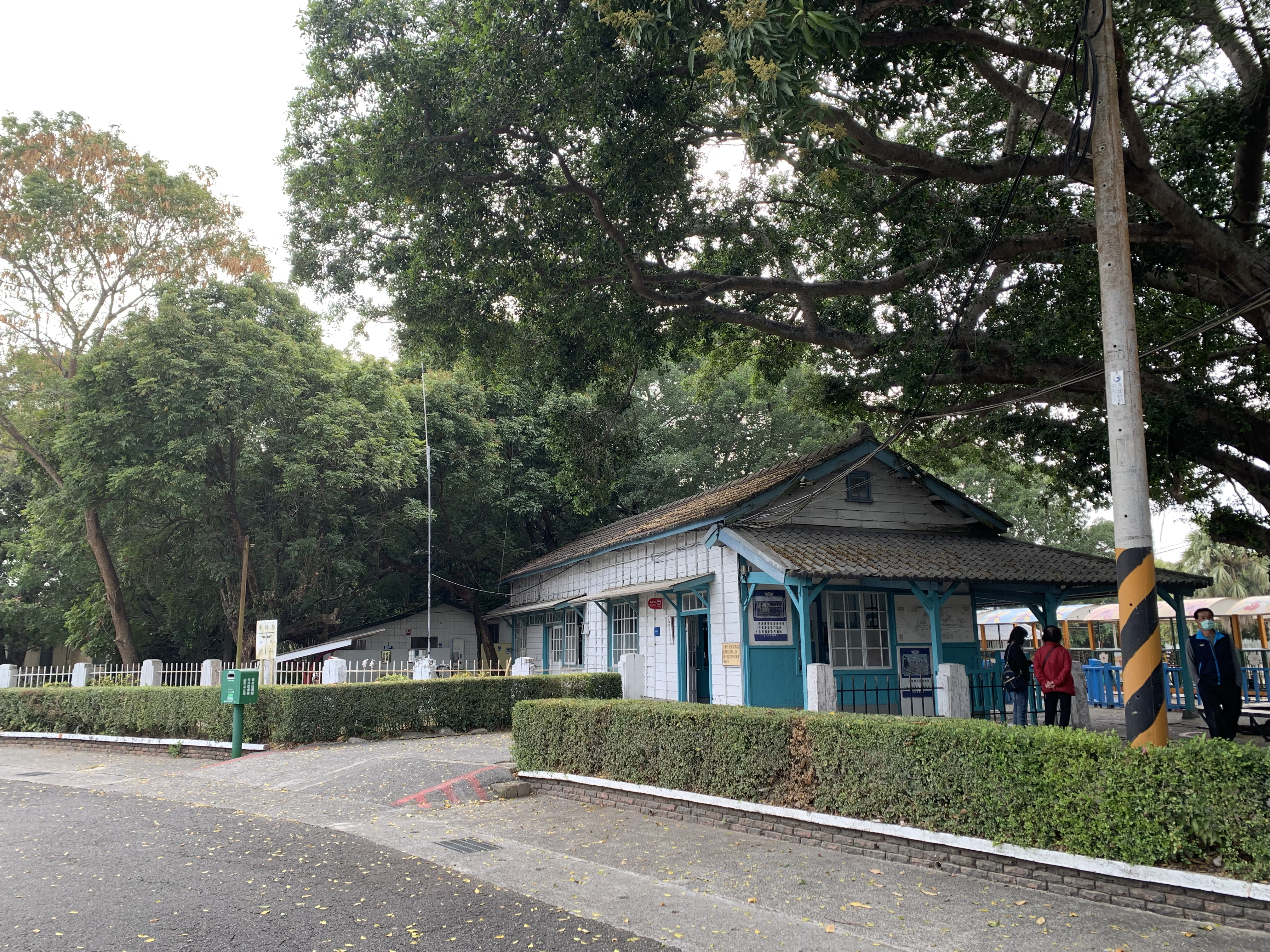
座落綠蔭下的烏樹林車站

## 鄰近車站
臺灣糖業股份有限公司
烏樹林線（廢止）
福安車站 - 烏樹林車站 - 下寮子車站
白河線（廢止）
烏樹林車站 - 東農車站
後壁線
烏樹林車站 - 頂寮車站